# Mark Tseitlin

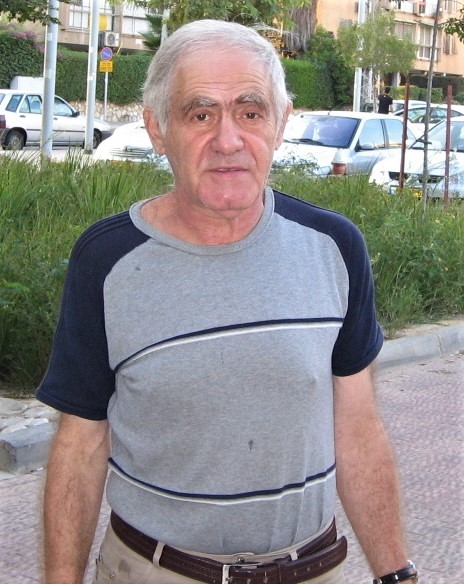
Mark Tseitlin

Mark Danilovitsj Tseitlin (Hebreeuws: מארק דנילוביץ צייטלין, Russisch: Марк Данилович Цейтлин) (Leningrad, 23 september 1943 - Beër Sjeva, 24 januari 2022) was een Russisch-Israëlisch schaker. Hij was sinds 1997 een grootmeester (GM). Hij is viervoudig Europees kampioen bij de senioren.
In 1990 emigreerde hij naar Israël en werd uiteindelijk schaaktrainer in Beër Sjeva.

## Schaakcarrière
Tseitlin kwam in contact met het schaken in Leningrads Pioneers Palace. Hij is autodidact, maakte geen gebruik van een coach. Hij was kampioen van de stad Leningrad in 1970, 1975, 1976 en gedeeld met anderen in 1978.
Vier keer won hij van Viktor Kortsjnoj en hij versloeg ook andere bekende grootmeesters. In 1978 won hij het toernooi in Polanica Zdrój (boven Ulf Andersson), in 1979 werd hij tweede in Trnava 1979 (onder Plachetka). Tseitlin is meervoudig kampioen van de schaakclub van Beër Sjeva.
In 1978 werd hij Internationaal Meester, in 1997 grootmeester.
Tseitlin won het Europees Schaakkampioenschap voor Senioren vier keer: in 2004 (Arvier), 2005 (Bad Hoberg), 2008 (Dresden) en in 2013 (Plovdiv).
In 2004 speelde Tseitlin voor Israël in het eerste Wereldkampioenschap Schaken voor Senioren Landenteams op het eiland Man. Het Israëlische team, verder bestaande uit Jacob Murey, Yair Kraidman en Yedael Stepak, won.

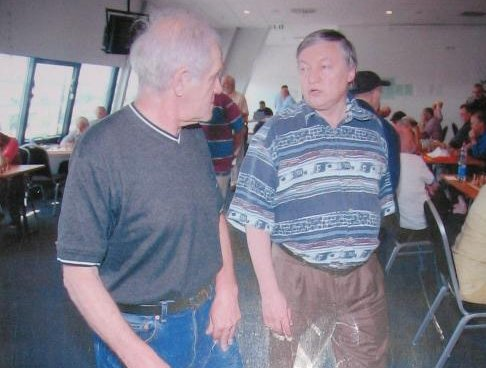
Tseitlin en Anatoli Karpov

## Trainer
Veel internationale grootmeesters en meesters zijn door Tseitlin getraind. Tot zijn studenten behoorden onder andere Alexander Finkel, Boris Avrukh, Ilya Smirin, Victor Mikhalevski en Dimitri Tyomkin. Mark Tseitlin droeg bij aan de opkomst van Anatoli Karpov en van de sterke Sovjet grootmeester Rafael Vaganian.
Hij staat bekend om zijn scherpe tactisch inzicht, en was een erkend expert op het gebied van schaakopeningen, zoals de Grunfeld-verdediging.

## Persoonlijk leven
Tseitlin werd geboren in Leningrad, vertrok in 1990 naar Israël, en werd uiteindelijk trainer bij de schaakvereniging Eliahu Levant in Beër Sjeva.
Tseitlin had een dochter en twee kleindochters. Zij wonen in Duitsland.
Hij overleed op 78-jarige leeftijd.

## Partij
De volgende partij illustreert Tseitlins scherpe tactische stijl.
Mark Tseitlin - Vladimir Karasev 

Severodonetsk, 1982, Siciliaanse verdediging 

1. e4 c5 2. Pf3 d6 3. d4 Pf6 4. Pc3 cxd4 5. Pxd4 a6 6. Lg5 Pbd7 7. Lc4 h6 8. Le3 e6 9. O-O Pc5 10. Df3 b5 11. b4!? bxc4 12. bxc5 dxc5 (diagram)
13. Pf5! Lb7
De volgende alternatieve voortzetting illustreert de gevaren van de zwarte verdediging: 13. ... exf5 14. exf5 Ta7 15. Tfe1 Le7 16. Lxc5 Td7 17. Lxe7 Txe7 18. Dc6+ Pd7 19. Pd5! Txe1+ 20. Txe1+ Kf8 21. Dd6+ Kg8 22. Pe7+ Kh7 23. Dg6+!! fxg6 24. fxg6 mat.
14. Tab1 Dc8 15. Pg3 Le7 16. Pa4 Pd7 17. Ph5 Kf8
Zwart kan niet rocheren vanwege 18. Dg4
18. Pb6 Pxb6 19. Txb6 g6 20. Tfb1 Ta7 21. Pf4 Kg7 22. Ld2 Lf6 23. Dg3 Kh7 24. Txe6 Lg5 25. Teb6 Lxe4 26. h4 Ld8 27. Tb8 Df5 28. Lc3 Lf6? (diagram)
In tijdnood weet Karasev niet de beste verdediging te vinden, 28. ... Te8
29. Ph5!! Tegen een dergelijke verrassende zet kan, zelfs met voldoende tijd, geen goede verdediging worden gevonden. Na 29. ... gxh5 30. Txh8+ Lxh8 wint 31. Tb8.
29. ... Txb8 30. Pxf6+ Dxf6 31. Txb8 (1-0)